# Diodia saponarioides
Diodia saponarioides är en måreväxtart som beskrevs av Karel Presl. Diodia saponarioides ingår i släktet Diodia och familjen måreväxter. Inga underarter finns listade i Catalogue of Life.